# Festa de Santo Antônio em Jacobina-BA
Santo Antônio de Pádua nasceu em Lisboa, Portugal, no dia 15 de agosto de 1195 e faleceu em 13 de junho de 1231. No início, levou uma vida religiosa reclusa, posteriormente passando a integrar a Ordem Franciscana, dedicando-se à pregação com ênfase na simplicidade e no desapego material. A devoção ao santo ganhou força no Brasil a partir do século XIX, vinda com os portugueses.
Santo Antônio é o santo padroeiro de Jacobina, e sua festa é comemorada em 13 de junho. As celebrações incluem três dias de preparação espiritual, além de missas e uma procissão pelas ruas da cidade. A devoção ao Santo está profundamente enraizada na história e cultura do município, refletindo tanto na sua fundação quanto nas tradições religiosas que perduram até os dias atuais, é possível constatar, em jornais que circularam na cidade, que as informações a respeito deste evento religioso eram recorrentes, sendo noticiadas nos jornais Lidador, Vanguarda e no A Palavra.

#### História e fundação
A origem da devoção a Santo Antônio em Jacobina remonta ao período colonial. Em 5 de agosto de 1720, por meio de uma Carta Régia de D. João V, o arraial local foi elevado à categoria de vila, recebendo o nome de Vila de Santo Antônio de Jacobina. Essa nomeação refletia a influência religiosa da época e a presença significativa dos franciscanos na região. A sede da vila foi estabelecida na Missão de Nossa Senhora das Neves do Sahy, aldeia indígena fundada por missionários franciscanos em 1697. A freguesia de Santo Antônio de Jacobina foi criada em 1752, consolidando ainda mais a importância do santo na região.
A festividade acontece seguindo algumas etapas, a Novena que é a preparação para o festejo, ocorre no período de pentecostes (50 dias após a Pascoa), onde equipes da paroquia de Santo Antônio de Jacobina e de São Jose Operário,  visitam capelas e casas nas comunidades tanto rural quanto urbana, nessas visitas, são cantadas musicas que fala dos feitos do Divino Espirito Santo e recolhido doações para a Festa. Na Véspera de pentecostes é celebrado uma missa solene na Igreja da matriz, e logo após ocorre uma queima de fogos que representa o "fogo do espirito santo", com o acendimento de 7 piras cada uma representando um Dom do Espirito Santo (sabedoria, inteligência, ciência, conselho, fortaleza, piedade, e temor a Deus). A Saída das Bandeira ocorre logo após missa e queima de fogos, com as Bandeira que simbolizam os frutos do Espirito Santo, sendo levadas pelas ruas, acompanhadas pelas filarmônicas 2 de Janeiro e Rio do ouro, seguindo da Igreja Matriz da até a Igreja da Missão. O Cortejo Imperial é a procissão solene que acontece no Domingo de Pentecostes, saindo da Igreja da Missão para a Matriz, libertando os prisioneiros como símbolo de misericórdia (parte da tradição portuguesa que foi mantida na festa). O Sorteio do imperador e Alferes ocorre após a missa solene e define quem será os responsáveis pela organização da festa do ano seguinte. Após o sorteio ocorre por fim a entrega da Coroa e Bandeira, onde a comunidade segue o cortejo ate a casa dos escolhidos e o imperador recebe a Coroa e o Alferes a Bandeira, como símbolo de que eles serão os guardiões da festa e devem ajudar a mantê-la viva.

#### Programação Religiosa
A programação religiosa da festa de Santo Antônio é marcada por momentos de fé e devoção. As atividades incluem:
● Trezena de Santo Antônio: inicia-se no dia 31 de maio, com treze dias de orações e reflexões em preparação para o dia do padroeiro.
● Santa Missa: celebrações eucarísticas são realizadas diariamente durante a trezena, culminando na missa solene no dia 13 de junho.
● Procissão: após a missa, ocorre a tradicional procissão pelas ruas da cidade, onde fiéis acompanham a imagem de Santo Antônio em um momento de fé e confraternização.

#### "Arraiá" de Santo Antônio
Paralelamente às celebrações religiosas, ocorre o "Arraiá" de Santo Antônio, uma das maiores festas juninas da região. Com duração de 13 dias, o evento é realizado no Parque de Exposições de Jacobina e atrai milhares de visitantes. A programação inclui apresentações de quadrilhas juninas, shows de forró e outras atrações musicais.

#### A Igreja Matriz de Santo Antônio

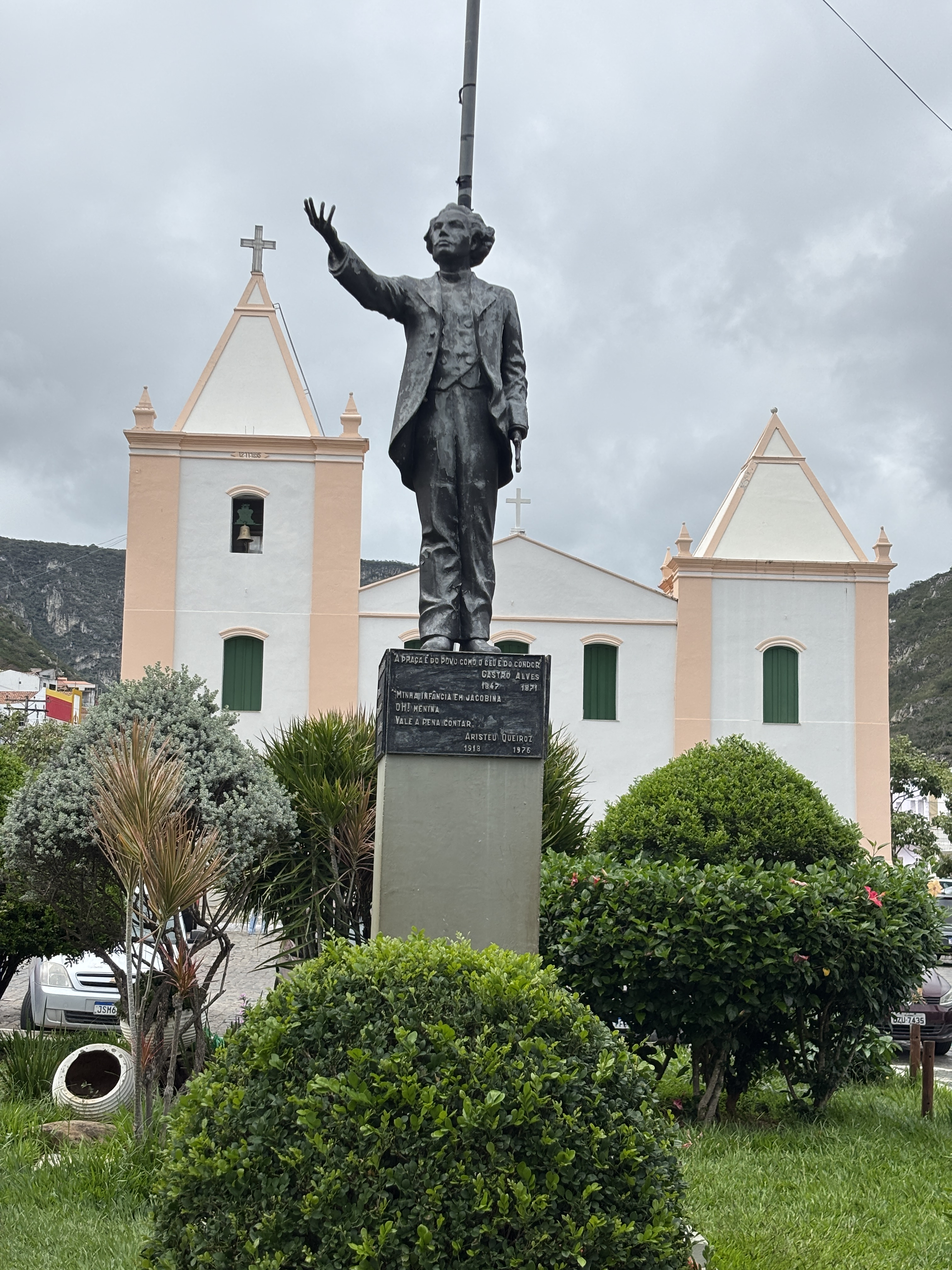
Estátua a Castro Alves

A imagem do santo padroeiro fica abrigada na igreja matriz situada na Praça Castro Alves. A igreja é um dos principais marcos arquitetônicos e religiosos de Jacobina, construída em 1758, apresenta características do estilo barroco e foi tombada pelo Instituto do Patrimônio Artístico e Cultural da Bahia (IPAC-BA) em 2002.

#### Contexto da construção da igreja
Em 1683, chegou a Salvador o segundo arcebispo da Bahia, Frei João de Madre de Deus, que naquele mesmo ano instituiu a Freguesia de Santo Antônio da Jacobina, tendo como sede Jacobina Velha, local onde hoje se encontra o município de Campo Formoso. Conflitos entre as famílias Garcia D’Ávila e Guedes de Brito levaram, em 1758, o arcebispo Dom José Botelho de Matos a dividir a antiga freguesia, transferindo sua sede para as terras da Casa da Ponte, onde hoje se localiza a cidade atual. Ainda em 1758, foi designado o padre José de Souza Monteiro como o primeiro vigário da nova freguesia. Vale mencionar que alguns estudiosos apontam que essa separação teria ocorrido em 1752. Já em 1895, o vigário Ágio Moreira Maia construiu a torre do lado do Evangelho, utilizando pedras provenientes da Igreja dos Remédios, que nunca foi concluída. Finalmente, em 1938, os padres Cistercienses assumiram a administração dessa e das demais igrejas da Paróquia.